# 怦然心动 (电影)
《怦然心动》（英語：Flipped）是一部2010年的美国青少年浪漫喜剧剧情片，由羅伯·雷納所导演。这部电影改编自文德琳·范·德拉安南（Wendelin Van Draanen）所著的《怦然心动》（Flipped）一书。此片于2010年8月6日在美国进行限量发行，随后于9月10日开始大规模发行。
卡伦·麦克奥利菲（Callan McAuliffe）饰演布莱斯（Bryce），玛德琳·卡罗尔饰演朱丽（Juli）。艾丹·奎因与佩内洛普·安·米勒（Penelope Ann Miller）饰演朱丽的父母，凯文·韦斯曼（Kevin Weisman）饰演朱丽的智能不足的叔叔，且肖恩·哈珀与迈克尔·博尔顿（Michael Bolten）饰演她的两个兄弟。安东尼·爱德华兹与瑞贝卡·德·莫妮饰演布莱斯的父母，而约翰·马奥尼（John Mahoney）则饰演他的祖父。

## 剧情
在1957年，当两个二年级的学生布莱斯·洛斯基（Bryce Loski）与朱莉安娜·“朱丽”·贝克（Julianna "Juli" Baker）第一次见面的时候，朱丽便爱上了布莱斯，而布莱斯则是不那么肯定。在接下来的6年中，对女孩恐惧且又害羞的年轻布莱斯尽其所能去远离朱丽，可由于走进了同一所学校且住在街对面，那并不容易。当他们进入六年级时，布莱斯依旧希望去摆脱朱丽，为此他邀请朱丽最憎恨的女孩雪莉·斯图（Sherry Stalls）去约会。布莱斯的计划起初很有成效，直到他最好的朋友加勒（Garrett）爱上了雪莉，且告诉了她关于布莱斯请她约会的真相。朱丽发现布莱斯和雪莉分手了，她又开始不定期迷恋于布莱斯。
在朱丽看来，当她和布莱斯第一次见面的时候，他便以害羞与尴尬回绝她的感情。当他“牵着她的手”时，她便想她会得到二年级来自他的第一个吻。朱丽知道从那时起她的生活便发生了翻转。在发现布莱斯与雪莉分手后，她想她又能重新和布莱斯在一起了。她花了整整一年闻他的西瓜香味的头发，且想知道她是否会永远得到他的吻。

## 演員
| 演員                       | 角色                        |
| -------------------------- | --------------------------- |
| 瑪德琳·卡洛兒              | 朱麗／Julianna "Juli" Baker |
| 摩根·莉莉                  | 童年朱麗／Young Juli        |
| 卡倫·麥克奧利菲            | 布萊斯／Bryce Loski         |
| Ryan Ketzner               | 童年布萊斯／Young Bryce     |
| 瑞貝卡·德·莫妮             | ／Patsy Loski               |
| 安東尼·愛德華茲            | ／Steven Loski              |
| 約翰·馬奧尼                | ／Chet Duncan               |
| 佩內洛普·安·米勒           | ／Trina Baker               |
| 艾丹·奎因                  | ／Richard Baker             |
| 凱文·韋斯曼                | ／Daniel Baker              |
| 科迪·霍恩                  | ／Lynetta Loski             |
| Gillian Pfaff              | ／young Lynetta             |
| 肖恩·哈珀                  | ／Matt Baker                |
| Michael Christopher Bolten | ／Mark Baker                |
| 斯戴芬妮·斯考特            | ／Dana Tressler             |
| 伊瑟瑞爾·布薩德            | ／Garrett                   |
| 阿什利·泰勒                | ／Shelly Stalls             |
| Matthew Gold               | ／Eddie Trulock             |
| Jake Reiner                | ／Skyler                    |

## 反响
《怦然心动》收到了褒贬不一的评价。在烂番茄收到的67条评论中,这部电影获得了57%的“腐烂”评价，评级为6.0（最高10）。在Metacritic上，这部电影的评级为45（最高100），表示“好坏参半”。但在豆瓣中，本片评分为9.1/10，综合排名第28。在Imdb中，该电影也收获了7.7/10的不俗评价。

## 家用媒体
这部电影的家用媒体已于2010年11月1日在DVD上发布。

## 电影原声带
| 曲目名单 | 曲目名单 | 曲目名单                                             | 曲目名单 |
| 曲序     | 曲目     | 艺人                                                 | 时长     |
| -------- | -------- | ---------------------------------------------------- | -------- |
| 1.       |          | 柯蒂斯·李                                            | 2:46     |
| 2.       |          | 雪纺合唱团                                           | 2:15     |
| 3.       |          | 雪纺合唱团                                           | 1:55     |
| 4.       |          | 大爵士人                                             | 2:24     |
| 5.       |          | 流浪者乐队                                           | 2:12     |
| 6.       |          | 奇迹乐队                                             | 2:50     |
| 7.       |          | 埃弗里兄弟                                           | 2:25     |
| 8.       |          | 迪昂和贝尔蒙特乐队                                   | 2:33     |
| 9.       |          | 卡林双胞胎                                           | 2:27     |
| 10.      |          | 菲尔·艾佛利                                          | 2:29     |
| 11.      |          | 罗伯·莱纳（Rob Reiner），迈克尔·克里斯托弗·博尔顿，与肖恩·哈珀 | 2:24     |
| 12.      |          | 马克·施艾曼                                          | 3:28     |